# 心軟骨
心軟骨（しんなんこつ、cardiac cartilage）とは馬、豚、犬で認められる不規則三角形の軟骨。大動脈線維輪右壁に接して存在し、右半月弁が付着する。加齢とともに石灰化が生じる。